# UFC Fight Night: Anderson vs. Błachowicz 2
UFC Fight Night: Anderson vs. Błachowicz 2 (conosciuto anche come UFC Fight Night 167 oppure UFC on ESPN+ 25) è stato un evento di arti marziali miste tenuto dalla Ultimate Fighting Championship il 15 febbraio 2020 al Santa Ana Star Center di Rio Rancho negli Stati Uniti.

## Risultati
|                          | Divisione              |                    |                 |                     | Metodo                                  | Round           | Tempo           | Premio          |
| Card Principale          | Card Principale        | Card Principale    | Card Principale | Card Principale     | Card Principale                         | Card Principale | Card Principale | Card Principale |
| ------------------------ | ---------------------- | ------------------ | --------------- | ------------------- | --------------------------------------- | --------------- | --------------- | --------------- |
|                          | Pesi mediomassimi      | Jan Błachowicz     | batte           | Corey Anderson      | KO (pugno)                              | 1               | 3:08            | POTN            |
|                          | Pesi welter            | Diego Sanchez      | batte           | Michel Pereira      | DQ (ginocchiata illegale)               | 3               | 3:09            |                 |
|                          | Pesi mosca femminili   | Montana De La Rosa | batte           | Mara Romero Borella | Decisione unanime (30–27, 30–27, 30–27) | 3               | 5:00            |                 |
|                          | Pesi leggeri           | Brok Weaver        | batte           | Kazula Vargas       | DQ (ginocchiata illegale)               | 1               | 4:02            |                 |
|                          | Catchweight (128 lbs.) | Ray Borg           | batte           | Rogério Bontorin    | Decisione unanime (30–27, 30–27, 30–25) | 3               | 5:00            |                 |
|                          | Pesi leggeri           | Lando Vannata      | batte           | Yancy Medeiros      | Decisione unanime (30–27, 30–27, 30–27) | 3               | 5:00            |                 |
| Card Preliminare (ESPN+) |                        |                    |                 |                     |                                         |                 |                 |                 |
|                          | Pesi welter            | Daniel Rodriguez   | batte           | Tim Means           | Decisione unanime (30–27, 30–27, 30–27) | 3               | 5:00            | POTN            |
|                          | Pesi gallo             | John Dodson        | batte           | Nathaniel Wood      | KO tecnico (pugni)                      | 3               | 0:16            |                 |
|                          | Pesi leggeri           | Scott Holtzman     | batte           | Jim Miller          | Decisione unanime (30–27, 29–28, 29–28) | 3               | 5:00            | FOTN            |
|                          | Pesi mediomassimi      | Devin Clark        | batte           | Dequan Townsend     | Decisione unanime (30–27, 30–26, 30–26) | 3               | 5:00            |                 |
|                          | Pesi gallo             | Merab Dvalishvili  | batte           | Casey Kenney        | Decisione unanime (30–27, 30–25, 29–28) | 3               | 5:00            |                 |
|                          | Pesi gallo femminili   | Macy Chiasson      | batte           | Shanna Young        | Decisione unanime (30–26, 30–26, 30–26) | 3               | 5:00            |                 |
|                          | Pesi mosca             | Raulian Paiva      | batte           | Mark De La Rosa     | KO (ginocchiata)                        | 1               | 2:43            |                 |

## Premi
I lottatori premiati ricevettero un bonus di 50.000 dollari.
Legenda:
- FOTN: Fight of the Night (vengono premiati entrambi gli atleti per il miglior incontro dell'evento)
- POTN: Performance of the Night (viene premiato il vincitore per la migliore performance dell'evento)